# Вязовый Гай (Ульяновская область)
Вязо́вый Га́й — село в Старокулаткинском районе Ульяновской области. Входит в состав Зеленовского сельского поселения.
Расположено на реке Терешка, рядом с административной границей с Саратовской областью.

## История
В конце XVII века вокруг села росли вязовые леса, отсюда село и носит такое имя — «Вязовый Гай». Деревня (будущее село) Вязовый Гай образовалась приблизительно в начале 1704 года. Входила в Новоспасскую волость. 
Коренным населением были татары-мишари. 
Чтобы оградить восточные границы русского государства от опустошительных набегов кочевых племён, и защитить интересы купцов, торговавших с Востоком, Пётр I раздаёт земли среднего Поволжья служилым людям, среди которых много татар. Служилые татары получали земли по жалованным грамотам царя на поместном праве. На службе было много татар-мишарей. Они получали земли в Темниковском и Симбирском уездах. Мурзы нередко селились на выданных им землях вместе со своими крепостными. Особенно много наделов получали татары-мишари с 1704 по 1714 годы и с 1718 по 1747 годы. Земли служилые татары получают по одной грамоте на поместном праве, от этого участка земли каждая семья оставляла себе долю из своего же общего дохода, которая измерялась количеством единиц, называемым четвертным землевладением. Четвертное землевладение было много у татар Хвалынского уезда. Так у бывшей Терешанской волости, 92 мурзы получили при Петре I 20 000 десятин поместной земли по 50 и 25 четвертей на человека.
На месте, где сейчас располагается село Вязовый Гай, первой поселилась семья человека по имени Якуп. Его фамилия неизвестна. Установлено лишь то, что он жил в XVIII веке, был служивым человеком и прибыл из Оренбургской губернии. Состоял в Царской армии. Со временем в селении начали оседать другие люди.
В 1862 году деревня Вязовый Гай входила в состав 1-го стана Хвалынского уезда Саратовской губернии, в которой было 3 магометанских мечетей.
По данным переписи 1885 года в деревне Вязовый Гай проживало уже 1735 человек.
Данные по переписи 1885 года:
- Общее население — 1735
- Душ мужского пола — 837
- Душ женского пола — 898
- Число домашних хозяйств — 315
- Число грамотных семей — 65
- Общее число жилых строений — 315
- Деревянные жилые строения — 279
- Дома из сырца и мазанки — 36
- Занятие населения — Скотоводство, собирательство, земледелие
- Коренное население — Татары

До Великой Октябрьской революции в селе Вязовый Гай было 3 мечети и три учебных медресе при них. Все они работали под руководством муллы. Мулла мог сам назначать учителей и увольнять их. На территории села были 5—6 мельниц. Вокруг села были широкие луга, плодородные поля. Люди, которые жили в те давние времена, занимались в основном земледелием, скотоводством. Продукцию, полученную от земледелия и скотоводства, обменивали в городе на предметы домашнего обихода и одежду.

### Хронология
- В 1912 году в селе была построена первая четырёхлетняя русская школа.
- В 1932 году из-за недостаточности в мест старой школе, была достроена школа и стала семилетней школой.
- В 1933 году образовался колхоз «Кызыл Байрак», после его переименовали в «Серп и молот», ну а после в «Путь коммунизма».
- В 1943 году в селе появился первый трактор. В том же году был преобразован и переименован колхоз «Путь коммунизма» в «Калинина» и после «Калинина» переименовано в «Путь Сталина».
- В 1941 году во время ВОВ на фронт уехали 286 сельчан, из которых 96 не вернулись домой.
- В 1953 году построена новая 8-летняя школа.
- В 1960—1965 годах образовался совхоз «Старокулаткинский» — 5 отделение.
- В 1960 — проведена электрификация села.
- В 1968—1967 годах образовался совхоз «Бахтеевский» и «Вязовогайский».
- С 1968 года началось строительство квартир для работников села, так же построены: административное здание, столовая, гостиница.
- В 1970 году открылся СДК, построен памятник — обелиск воинам ВОВ. В эти же годы сданы в эксплуатацию новые фермы, МТМ. Открылся новый магазин, фельдшерско-акушерский пункт, совхоз приобрёл большое количество техники.
- С 1980 года началось проложение асфальтовой дороги, в том же году открылась новая 10-летняя школа.
- В 1992 году совхоз «Вязовогайский» стал производственным кооперативом «Вязовогайский».
- В 1997 году построена новая мечеть.
- В 1998 году п/к «Вязовогайский» стал с/п/к «Вязовогайский», в селе был зажжён газовый факел.
- К 2002 году село полностью газифицировано.
- В 2014 построено Медресе рядом с мечетью.
- В 2015 году отремонтирована дорога центральной улицы Советская.
- В 2016 году в Сирии, выполняя свой воинский долг, погиб уроженец села Герой России Ряфагать Хабибуллин. В честь него в 2017 г. был воздвигнут в селе обелиск.
- В 2016 и 2017 гг. асфальтирована еще одна центральная улица села и благоустроен центр, построили сквер рядом с памятником ВОВ, отремонтировали дом культуры.

## Вязовогайская школа

### История школы 1911—1932 гг.
После окончания революции в 1905 году в Хвалынской губернии в некоторых малочисленных национальных селах было рассмотрено постановление о построении новых школ.
По постановлению губернатора в 1911 году в селе Вязовый Гай было предусмотрено место для постройки школы. Для этих целей были подготовлены строительные материалы.
В 1912 году в селе было разрешено открыть школу русского языка. В этом же году первая школа начала свою работу. Были введены такие предметы как русский язык, правила письма, арифметика и др. Безвозмездно школе подарили тетради, учебники, и другие школьные принадлежности. Все предметы в школе велись на русском языке.
В 1932 году в селе в качестве школы для обучения детей предоставил свой дом сельский мулла. В этой школе начали получать образование сельские дети.

### История школы 1953—1980 гг.
В 1953 году в селе открылась новая семилетка. Директором школы был Нургалиев Ибраhим Исмаилович — образованный и талантливый учитель. Вместе с коллективом он возложил все силы на развитие и дела школы. В 1980 году в селе Вязовый Гай была построена новая двухэтажная школа, в которой и в настоящее время получают образование дети.

## Население
- В 1862 году в деревне в 183 дворах жило 557 мужчин и 603 женщины[1].
- По переписи 1885 года в деревне Вязовый Гай проживало уже 1735 человек.

## Люди, связанные с селом
- Ряфага́ть Махму́тович Хабибу́ллин (28 марта 1965 года — 8 июля 2016 года)[2] — Герой России, советский и российский военный лётчик, участник военной операции России в Сирии.